# چیلترن، ویکتوریا
چیلترن (به انگلیسی: Chiltern) یک منطقهٔ مسکونی در استرالیا است که در ویکتوریا (استرالیا) واقع شده‌است.